# Тиролер Граукезе
Тиролер Граукезе (на немски: Tiroler Graukäse) е вид твърдо австрийско сирене от краве мляко.
За първи път се споменава в Справочник на австрийските сирена от 1879 г. Масовото производство на Тиролер започва през 1929 г.
Сиренето се произвежда в района на Северен и Източен Тирол. Приготвя се от обезмаслено непастьоризирано краве мляко, поради което съдържанието на мазнини е незначително (около 0,5%). Вкусът на сиренето е тръпчив, остър, пикантен, със силен аромат. Тиролер има дебела кора оцветена в сиво до черно. Вътрешността е със сиво-зелен цвят. Произвежда се на големи кръгли пити с тегло 1-4 кг.
През 1996 г. Тиролер Граукезе получава контролирано наименование на произход.